# Silius
Silius è un comune italiano di 999 abitanti situato a 570 metri sul livello del mare nella zona orientale della città metropolitana di Cagliari.
Fa parte della subregione storica del Gerrei e confina con San Nicolò Gerrei, Ballao, Goni e San Basilio.
Questo piccolo paese deve la sua importanza alla presenza del castello di Sassai o Orguglioso, alla sorgente di Is Alinos che sgorga ad un'altezza di quasi 800 m s.l.m. sul mont'Ixi (posto al confine con San Nicolò Gerrei e che con i suoi 840 m s.l.m. è il rilievo più elevato del territorio comunale) e ad una miniera di fluorite.

## Storia
Area abitata già in epoca nuragica, testimoniato dalla presenza di vari nuraghi tra i quali Nuraxi Santu Damianu, nel medioevo appartenne al giudicato di Cagliari e fece parte della curatoria del Gerrei. A nord del territorio di Silius, su un colle di 430 m s.l.m., sorge il castello Orguglioso, più conosciuto come di Sassai, edificato nel 1253, il quale serviva come presidio per il controllo di una vasta area compreso il territorio di Ballao e un tratto del Flumendosa. Il castello Sassai, venne cinto d'assedio e venne distrutto nell'anno 1353 durante la guerra sardo-catalana per la supremazia sulla Sardegna.
Alla caduta del giudicato (1258) passò sotto il dominio pisano, e intorno al 1324 sotto quello aragonese. 
Nel 1681 il paese fu incorporato nella contea di Villasalto, feudo degli Zatrillas, e vent'anni dopo fu annesso al marchesato di Villaclara, feudo prima degli stessi Zatrillas e poi dei Vivaldi Pasqua. Venne riscattato ai Vivaldi Pasqua nel 1839, con la soppressione del sistema feudale.

## Monumenti e luoghi d'interesse

### Architetture religiose
- Chiesa parrocchiale delle Sante Perpetua e Felicita
- Chiesa di San Sebastiano e Santa Barbara

### Architetture militari
- Castello Orguglioso o di Sassai

### Siti archeologici
- Pozzo sacro nuragico Funtana Crobetta.  Classico esempio di tempio dedicato al culto delle acque.
- Nel territorio del Comune si trovano molti nuraghi:
- Arrularis,
- Cuccuru domu 'e S'Orcu,
- Cuccuru domu 'e S'Orcu II,
- Foddi,
- Santu Damianu,
- Sassai, Zoppana,
- Bruncu Mannu,
- Bruncu Su Carraxiu,
- S'Acqua Frida,
- Is Carroccias,
- Padenti Scurosu,
- Pizzu Ibas.

- Complesso megalitico di Corona Arrubia o Piscina Cboni o S’Incorradroxiu

## Società

### Evoluzione demografica
Abitanti censiti

## Economia

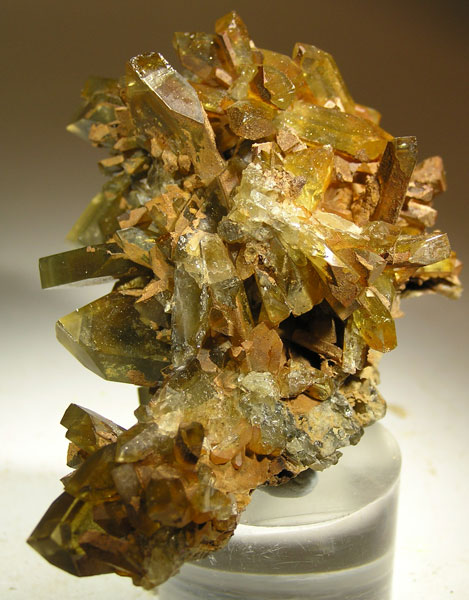
Barite

Silius ospita una miniera di 3 milioni di tonnellate di fluorite.

## Amministrazione
| Periodo         | Periodo         | Primo cittadino | Partito                           | Carica  | Note |
| --------------- | --------------- | --------------- | --------------------------------- | ------- | ---- |
| 31 maggio 2015  | 26 ottobre 2020 | Marino Mulas    | Lista civica "Silius 2015 podeus" | Sindaco |      |
| 26 ottobre 2020 | in carica       | Antonio Forci   | Lista civica "Ripartiamo Silius"  | Sindaco |      |